# GAR
GAR is een historisch motorfietsmerk.
De bedrijfsnaam was: G. Adolf Rempp Motorradbau, Münster am Neckar (Stuttgart).
In 1924 begon G. Adolf Rempp met de productie van zijn motorfietsen. In die tijd ontstonden honderden kleine Duitse motorfietsmerken, die zich voornamelijk toelegden op de bouw van lichte, goedkope modellen met inbouwmotoren van andere merken. Rempp bracht echter een 499cc-kopklepmotor op de markt.
Daardoor kreeg GAR te maken met de concurrentie van grote bedrijven als BMW en Zündapp, die tijdens de Eerste Wereldoorlog resp. vliegtuigmotoren en ontstekers voor explosieven hadden gemaakt, maar door het verdrag van Versailles ander werk moesten zoeken. GAR overleefde de concurrentiestrijd niet en sloot in 1926 de poort.